# Another Life (Fernsehserie, 2019)
Another Life ist eine US-amerikanische Science-Fiction-Fernsehserie von Aaron Martin, die am 25. Juli 2019 beim Streaminganbieter Netflix Premiere hatte. Im Oktober 2019 wurde die Serie um eine zweite Staffel verlängert, deren zehn Folgen seit dem 14. Oktober 2021 auf Netflix verfügbar sind.
Im Februar 2022 wurde die Absetzung der Serie nach zwei Staffeln bekannt.

## Handlung
Another Life erzählt die Geschichte der Astronautin Niko Breckinridge und ihrer Weltraummannschaft auf der Suche nach der Herkunft eines mysteriösen außerirdischen Artefakts, das auf der Erde gelandet ist. Während die Besatzung im All nach außerirdischer Intelligenz sucht, studiert Nikos Ehemann Erik Wallace das Artefakt und versucht, mit diesem zu kommunizieren.

## Besetzung und Synchronisation
Die deutschsprachige Synchronisation entstand nach Dialogbüchern von Horst Müller und unter der Dialogregie von Maurice Taube durch die Synchronfirma VSI Synchron in Berlin.

### Hauptbesetzung
| Rolle                     | Darsteller       | Folgen    | Synchronsprecher   |
| ------------------------- | ---------------- | --------- | ------------------ |
| Niko Breckinridge         | Katee Sackhoff   | 1.01–2.10 | Katharina Spiering |
| Erik Wallace              | Justin Chatwin   | 1.01–2.10 | Tobias Nath        |
| William                   | Samuel Anderson  | 1.01–2.10 | Patrick Giese      |
| Bernie Martinez           | A.J. Rivera      | 1.01–2.10 | René Dawn-Claude   |
| Zayn Petrossian           | JayR Tinaco      | 1.01–2.10 | Heiko Akrap        |
| Jana Breckinridge-Wallace | Lina Renna       | 1.01–2.10 | Kaya Luca Kruczek  |
| Cas Isakovic              | Elizabeth Ludlow | 1.02–2.10 | Runa Aléon         |
| Sasha Harrison            | Jake Abel        | 1.01–1.10 | Tim Knauer         |
| Harper Glass              | Selma Blair      | 1.01–1.10 | Anja Nestler       |
| August Catawnee           | Blu Hunt         | 1.01–2.01 | Alice Bauer        |
| Oliver Sokolov            | Alex Ozerov      | 1.01–2.01 | Sebastian Fitzner  |
| Javier Almanzar           | Alexander Eling  | 1.01–2.03 | Sebastian Kluckert |
| Michelle Vargas           | Jessica Camacho  | 1.01–1.06 |                    |
| Beauchamp McCarry         | Greg Hovanessian | 1.07–2.01 |                    |
| Petra Smith               | Chanelle Peloso  | 1.01–1.03 |                    |
| Ian Yerxa                 | Tyler Hoechlin   | 1.01–1.02 |                    |
| Richard Mcube             | Tongayi Chirisa  | 2.01–2.10 |                    |
| Dr. Nani Singh            | Parveen Dosanjh  | 1.01–2.06 |                    |
| General Dubois            | Barbara Williams | 1.01–1.10 |                    |

## Episodenliste

### Staffel 1
| Nr. (ges.)                                                                               | Nr. (St.) | Deutscher Titel                    | Originaltitel                 | Regie          | Drehbuch                          |
| ---------------------------------------------------------------------------------------- | --------- | ---------------------------------- | ----------------------------- | -------------- | --------------------------------- |
| 1                                                                                        | 1         | Durch die Galaxis                  | Across the Universe           | Omar Madha     | Aaron Martin                      |
| 2                                                                                        | 2         | Durchs Tal der Schatten            | Through the Valley of Shadows | Omar Madha     | Naledi Jackson                    |
| 3                                                                                        | 3         | Nervenzusammenbruch                | Nervous Breakdown             | Metin Hüseyin  | Alex Levine                       |
| 4                                                                                        | 4         | Schuldgefühle                      | Guilt Trip                    | Metin Hüseyin  | Amanda Fahey                      |
| 5                                                                                        | 5         | Ein eigener Wille                  | A Mind of its Own             | Mairzee Almas  | Romeo Candido                     |
| 6                                                                                        | 6         | Ich glaube, wir sind jetzt alleine | I Think We’re Alone Now       | Mairzee Almas  | Lauren Gosnell & Alejandro Alcoba |
| 7                                                                                        | 7         | Den Traum leben                    | Living the Dream              | Allan Arkush   | Lucie Pagé                        |
| 8                                                                                        | 8         | Wie das Licht verloren geht        | How the Light Gets Lost       | Sheree Folkson | Sean Reycraft                     |
| 9                                                                                        | 9         | Herz und Seele                     | Heart and Soul                | Sheree Folkson | Jackie May                        |
| 10                                                                                       | 10        | Hallo                              | Hello                         | Allan Arkush   | Aaron Martin                      |
| Am 25. Juli 2019 wurden alle Folgen der Staffel gleichzeitig bei Netflix veröffentlicht. |           |                                    |                               |                |                                   |

### Staffel 2
| Nr. (ges.)                                                                                  | Nr. (St.) | Deutscher Titel                             | Originaltitel                       | Regie         | Drehbuch                     |
| ------------------------------------------------------------------------------------------- | --------- | ------------------------------------------- | ----------------------------------- | ------------- | ---------------------------- |
| 11                                                                                          | 1         | Überleben für den nächsten Kampf            | Live to Fight Another Day           | Kevin Dowling | Aaron Martin                 |
| 12                                                                                          | 2         | Rauch und Spiegel                           | Smoke and Mirrors                   | Kevin Dowling | Lauren Gosnell               |
| 13                                                                                          | 3         | Sich selbst im Weg stehen                   | My Own Worst Enemy                  | Kellie Cyrus  | Alexander Levine             |
| 14                                                                                          | 4         | Der Wille zur Macht                         | The Great Wheel                     | Kellie Cyrus  | Lucie Page                   |
| 15                                                                                          | 5         | Eine bessere Erde                           | A Better Earth                      | Shannon Kohli | Alejandro Alcoba             |
| 16                                                                                          | 6         | Geschenk der Götter                         | Gift From the Gods                  | Shannon Kohli | Romeo Candido                |
| 17                                                                                          | 7         | Ich gebe dich nie auf                       | Never Gonna Give You Up             | Avi Youabian  | Aaron Martin                 |
| 18                                                                                          | 8         | Nur eine Ratte im Käfig                     | Just a Rat in a Cage                | Avi Youabian  | JP Larocque & Maggie Gilmour |
| 19                                                                                          | 9         | Was das Ziel ist / Was zurückgelassen wurde | What’s Brought / What’s Left Behind | Metin Hüseyin | Sean Reycraft                |
| 20                                                                                          | 10        | D-Day                                       | D-Day                               | Metin Hüseyin | Aaron Martin                 |
| Am 14. Oktober 2021 wurden alle Folgen der Staffel gleichzeitig bei Netflix veröffentlicht. |           |                                             |                                     |               |                              |

## Produktion
Am 26. April 2018 gab Netflix den Produktionsauftrag für eine erste Staffel mit zehn Folgen bekannt. Aaron Martin fungierte neben Noreen Halpern als ausführender Produzent. Die Dreharbeiten für die erste Staffel fanden in Vancouver, British Columbia vom 20. August bis zum 20. November 2018 statt.

## Trivia
- Sasha gibt an, dass es „213 Nationen“ auf der Erde gibt, während er seine „ersten Kontaktprotokolle“ zur außerirdischen Kristallstruktur auf dem außerirdischen Mond rezitiert. Gemäß den in Artikel 1 des Montevideo-Übereinkommens von 1933 festgelegten Bedingungen gibt es ab Juli 2019 206 Nationen auf der Erde (Staffel 1 Folge 5).
- General Blair Dubois erwähnt „Vereintes Korea“ unter den besorgten Nationen, die vertrauliche Informationen über die fremde Kristallstruktur auf der Erde erhalten wollen.

## Rezeption
Rotten Tomatoes gibt an, dass 6 % von 16 Kritikerbewertungen für die Serie positiv sind, mit einer durchschnittlichen Bewertung von 4,54 / 10.
Metacritic berechnete eine durchschnittliche Punktzahl von 33 aus 100 basierend auf 8 Bewertungen.